# Extracción en fase sólida

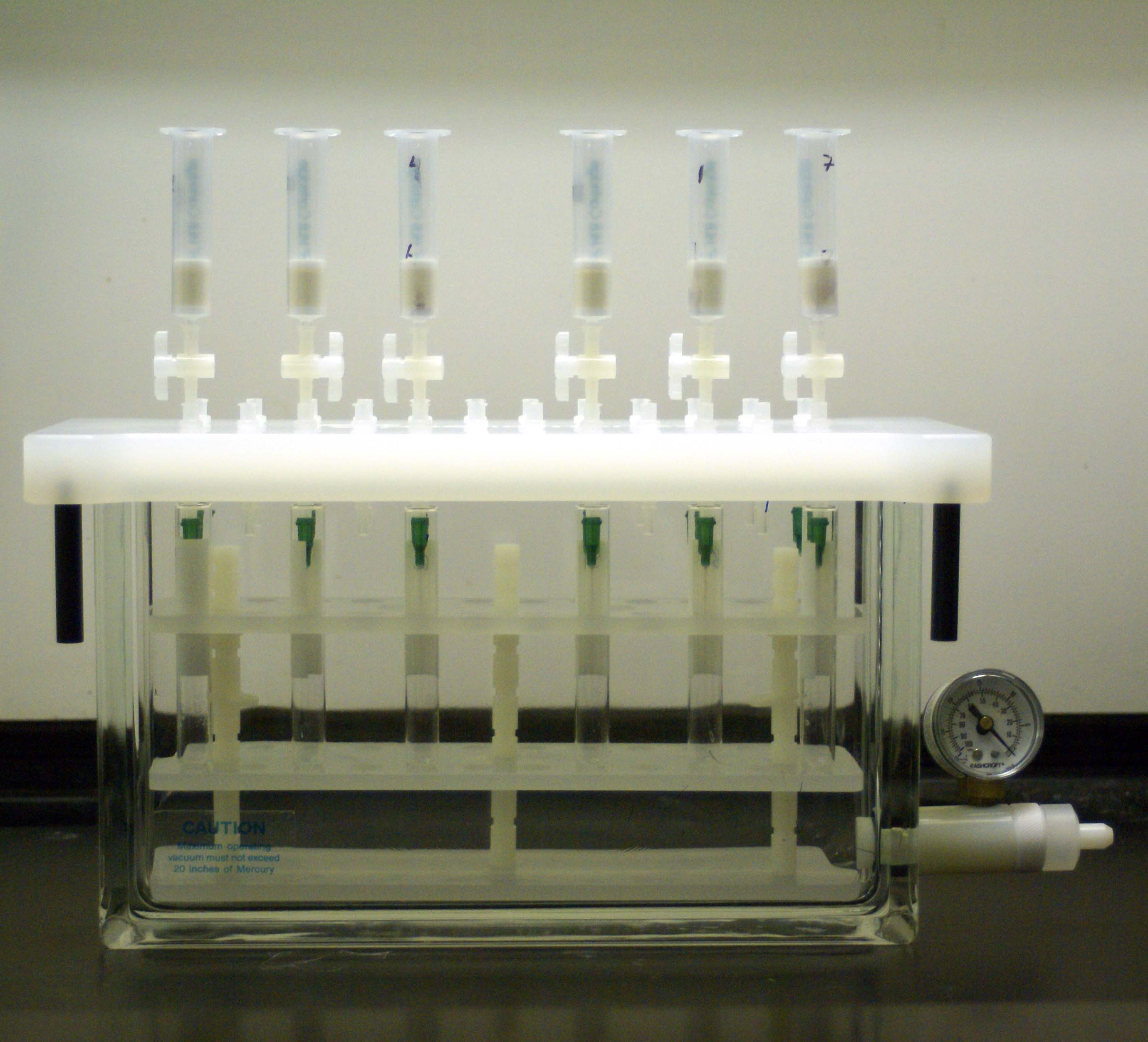
Colector de extracción de fase sólida típico. Los cartuchos gotean en la cámara de abajo, donde los tubos recogen el efluente. Un puerto de vacío con medidor se utiliza para controlar el vacío aplicado a la cámara.

La extracción en fase sólida (SPE, por sus siglas en inglés Solid Phase Extraction) es una técnica de extracción mediante la cual se pueden separar compuestos disueltos o suspendidos en una mezcla líquida de acuerdo con sus propiedades físicas y químicas. Esta técnica permite la concentración del analito y la remoción de impurezas. La SPE permite aislar analitos de interés de una amplia variedad de matrices incluyendo orina, sangre, agua, bebidas, suelo y tejidos animales.
Se basa en la partición selectiva del analito en una fase sólida  estacionaria (adsorbente) y una fase líquida móvil (matriz). Para que el analito sea retenido por el adsorbente, debe tener mayor afinidad por este que por la matriz. La SPE puede utilizarse para extraer el analito de la matriz o para eliminar impurezas de esta. En el caso en que el analito se retenga sobre la fase estacionaria, esta debe ser lavada utilizando un eluyente apropiado para separar el analito. Es posible tener una recuperación incompleta de los analitos debido a una extracción incompleta o a que el eluyente con el que se lava la fase estacionaria tiene una afinidad menor. 
A pesar de que la mayoría de los adsorbentes y materiales son los mismos que en métodos cromatográficos, la extracción en fase sólida no está limitada a ser un complemento de estas técnicas instrumentales y tiene fines distintos a los de la propia cromatografía. 

## SPE y Cromatografía

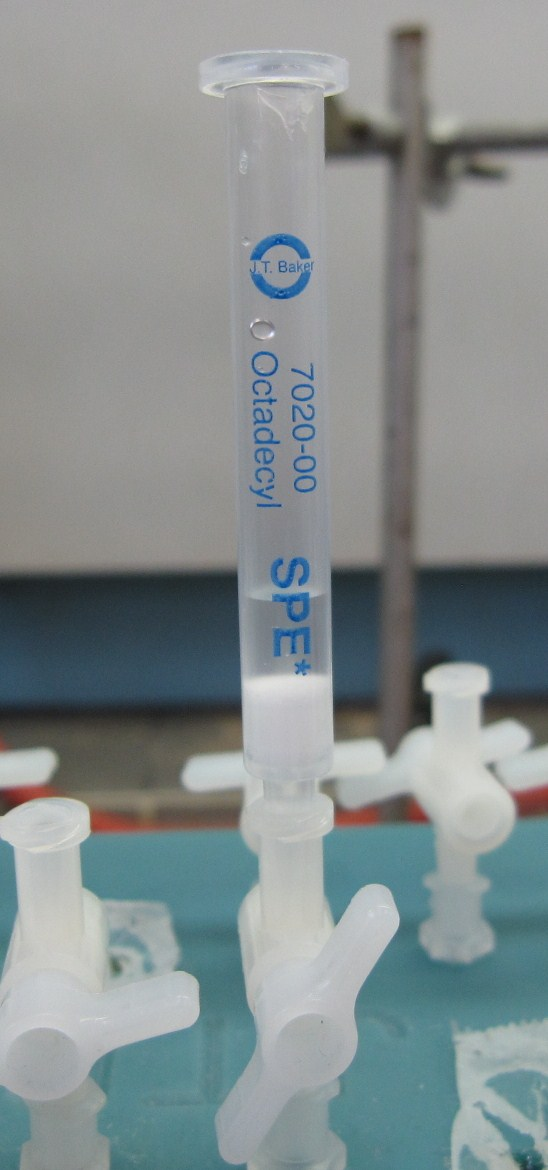
Una columna SPE en el laboratorio de la Universidad de Leiden, en Países Bajos.

La SPE es, en su estado más fundamental, un método cromatográfico. Es una técnica extractiva sólido-líquido que toma ventaja de las diferencias en las constantes de equilibrio (Keq) entre las fases estacionaria y móvil de los componentes de una mezcla, permitiendo una separación masiva y rápida de uno o más componentes. Los materiales adsorbentes son los mismos que para otras técnicas cromatográficas (HPLC, CG), de modo que cuando se utilizan en columnas largas, que incrementan el número de platos teóricos por varios órdenes de magnitud, permiten separar componentes con Keq muy similares entre sí. La diferencia entre la SPE y otros métodos cromatográficos radica en el uso, los procedimientos y los objetivos que se persiguen. 

## Fase normal
Una extracción en fase sólida normal es aquella en la que la fase estacionaria está formada por grupos polares que permiten retener moléculas polares también, mientras que la matriz suele ser poco polar. Esta fase estacionaria suele estar formada de sílica funcionalizada con cadenas cortas de carbonos.

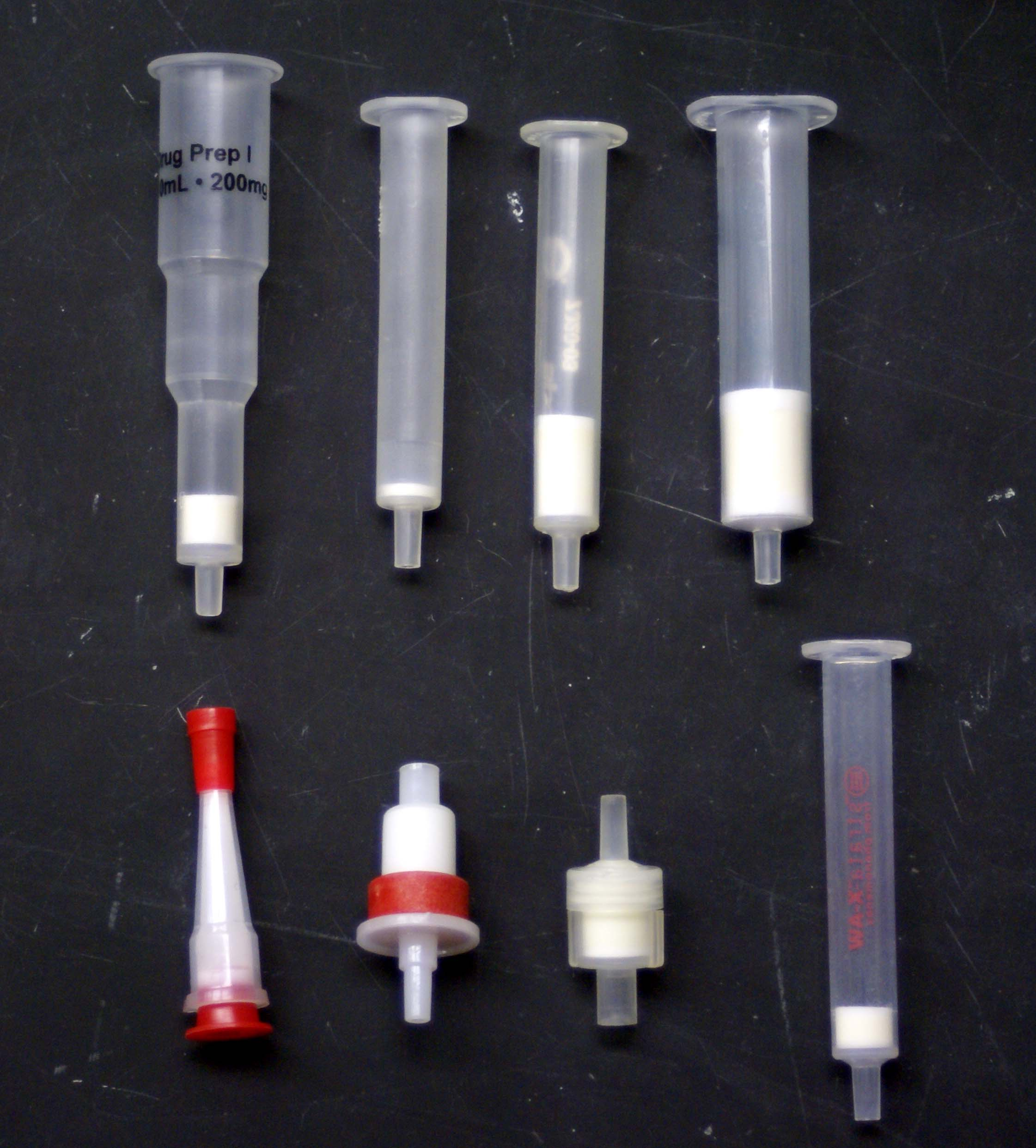
Cartuchos de diversos tamaños y formas para extracción en fase sólida.

involucra 5 pasos básicos: primero, el cartucho se acondiciona con un solvente no polar o ligeramente polar, que humedece la superficie y penetra en la fase enlazada. Posteriormente, se hace pasar agua o buffer con la misma composición que la muestra por la columna para humedecer la superficie de sílica. Posteriormente, se adiciona la muestra. Los analitos, al pasar por la fase estacionaria, interactúan y se quedan retenidos en el adsorbente polar mientras que el solvente y las impurezas no polares pasan a través del cartucho. Después de que la muestra fue cargada, el cartucho es lavado con un solvente no polar para remover cualquier impureza restante. Finalmente, el analito es eluido con un solvente polar o con un buffer con el pH apropiado.

## Fase reversa
A diferencia de la fase normal, la fase reversa es aquella en la que la fase estacionaria está formada por grupos muy poco polares que permiten retener moléculas apolares, mientras que la matriz suele ser polar. La fase estacionaria suele estar funcionalizada con largas cadenas de hidrocarburos que retienen compuestos de polaridad media a baja debido al efecto hidrofóbico. El analito puede ser eluido mediante lavados con solventes no polares que interrumpen la interacción entre el analito y la fase estacionaria. El procedimiento es el mismo que en la fase normal, con las debidas adaptaciones a la polaridad utilizada.

## Intercambio iónico
Las fases sólidas de intercambio iónico permiten separar analitos basándose en atracciones electrostáticas con los grupos cargados positiva o negativamente en la fase estacionaria. Para que un intercambio iónico ocurra, tanto la fase estacionaria como la muestra deben encontrarse a un pH al cual los grupos funcionales se encuentren cargados. 

### Intercambio aniónico
El intercambio aniónico es aquel en el que la fase sólida se encuentra derivatizada con grupos funcionales cargados positivamente que interactúan y retienen aniones (iones con carga negativa) como las bases conjugadas de ácidos carboxílicos. Fases de intercambio aniónico fuertes incluyen grupos amonio cuaternarios que tienen una carga positiva permanente en solución acuosa, mientras que fases de intercambio débil incluyen grupos amina cuya carga puede cambiar dependiendo del pH. Las fases de intercambio fuertes son útiles debido a que cualquier impureza ácida se unirá a la fase estacionaria y no eluirá junto con el analito de interés. En el caso en el que el analito mismo sea un ácido, lo más conveniente es utilizar una fase de intercambio débil. Para eluir un analito de una fase fuerte o débil, se debe lavar con un solvente que neutralice la carga ya sea del analito, de la fase estacionaria o de ambas. Una vez que la carga es neutra, la interacción electrostática cesa y el analito eluye del cartucho.

### Intercambio catiónico
El intercambio catiónico es aquel en el que la fase sólida se encuentra derivatizada con grupos funcionales cargados negativamente que interactúan y retienen cationes (iones con carga positiva) como aminas cargadas. Las fases de intercambio catiónico fuertes incluyen grupos ácido sulfónico alifáticos que tienen una carga positiva permanente en solución acuosa, mientras que fases de intercambio débil incluyen grupos ácido carboxílico alifáticos cuya carga puede cambiar dependiendo del pH. De manera análoga al intercambio aniónico, las fases fuertes se utilizan para remover impurezas básicas mientras que las fases débiles se utilizan cuando el analito mismo es un catión. Para permitir su elución, se debe neutralizar la carga de la fase, del analito o de ambos.

## Cartuchos
La fase estacionaria puede venir en forma de cartuchos de jeringa, placas de 96 pozos, discos planos de 47 o 90 mm o como un dispositivo de microextracción por sorbente empacado (MEPS por sus siglas en inglés), este último utiliza material adsorbente empacado en una aguja de jeringa. Todos estos pueden estar colocados en una montura específica que permite a múltiples muestras ser procesadas a la vez. Algunas de estas monturas pueden estar equipadas con un vacío que permite acelerar el proceso de extracción al forzar el paso de la muestra líquida a través de la fase estacionaria. 

## Otras lecturas
- E. M. Thurman, M. S. Mills. Solid-Phase Extraction: Principles and Practice, Wiley-Interscience, 1998, ISBN 978-0-471-61422-7

- Nigel J.K. Simpson. Solid-Phase Extraction: Principles, Techniques, and Applications, CRC, 2000, ISBN 978-0-8247-0021-8

- James S. Fritz. Analytical Solid-Phase Extraction, Wiley-VCH, 1999, ISBN 978-0-471-24667-1

- Datos: Q1408763
- Multimedia: Solid phase extraction / Q1408763